# Il pellicano e la beccaccia
Il pellicano e la beccaccia (The Pelican and the Snipe) è un film del 1944 diretto da Hamilton Luske. È un cortometraggio animato, prodotto dalla Walt Disney Productions e uscito negli Stati Uniti il 7 gennaio 1944, distribuito dalla RKO Radio Pictures.